# Nieuw-Guinea-impatiens
De Nieuw-Guinea-impatiens (Impatiens hawkeri) is een kruidachtige, 20–60 cm hoge plant met glazig-sappige stengels. De bladeren zijn tegenoverstaand of in kransen van die geplaatst. Ze zijn langwerpig, aan beide eindes toegespitst, 5-15 cm lang, 2-7 cm breed, fijngetand, donker- tot bijna olijfgroen of roodachtig aangelopen met vaak een rood afgezoomde middennerf. 
De bloemen zijn alleenstaand of staan met enkele bijeen. Ze zijn 4–7 cm breed. Er zijn drie kelkbladeren, waarvan de onderste groter is dan de zijdelingse en tevens een lange, kromme spoor heeft. De vijf felrode kroonbladeren zijn uitgerand. De meeldraden zijn vergroeid tot een rood of geel kapje, dat snel afvalt, waarna het groene vruchtbeginsel zichtbaar wordt. De rijp groene vruchten zijn langwerpig tot knotsvormig. Volrijp springen de vruchten bij aanraking met kracht open. 
De Nieuw-Guinea-impatiens is inheems in Nieuw-Guinea. Hij wordt veel in tuinen gekweekt en in gematigde streken ook als kamerplant toegepast. De soort is sinds 1886 bekend, maar speelde in de handel lange tijd geen rol van betekenis. Pas in 1960 werden in Nieuw-Guinea kleurige cultivars geteeld, waarna de plant in de sierteelt een rol van betekenis ging spelen. Nu zijn er cultivars met witte, roze, rode en violette bloemkleuren, tweekleurige bloemen en gevulde bloemen. De Nieuw-Guinea-impatiens wordt ook wel verkocht onder de naam vlijtig liesje’, maar die naam is oorspronkelijk gegeven aan de verwante Afrikaanse soort Impatiens walleriana, die de laatste jaren in de handel wordt overvleugeld door de Nieuw-Guinea-impatiens .
... · 
I. balfourii (Tweekleurig springzaad) · 
I. balsamina · 
I. glandulifera (Reuzenbalsemien) · 
I. hawkeri (Nieuw-Guinea-impatiens) · 
I. namchabarwensis · 
I. niamniamensis (Congobalsemien) · 
I. noli-tangere (Groot springzaad) · 
I. capensis (Oranje springzaad) · 
I. parviflora (Klein springzaad) · 
I. walleriana (Vlijtig liesje) · 
...